# Апий Аний Требоний Гал (консул 139 г.)
Вижте пояснителната страница за други личности с името Апий Аний Требоний Гал.
Апий Аний Требоний Гал познат и като Апий Аний Гал (на латински: Appius Annius Gallus; на гръцки: Ἄππιος Ἄννιος Γάλλος) e политик на Римската империя.

## Биография
Произлиза от аристократичния клон Ании Регили на фамилията Ании и е син на Апий Аний Требоний Гал (консул 108 г.) и неизвестна жена. Внук е на Апий Аний Гал (суфектконсул 67 г.). Роднина е на Марк Аний Вер, дядото на император Марк Аврелий и с Фаустина Стара, съпругата на император Антонин Пий.
Жени се за Атилия Кавцидия Тертула, дъщеря на Кавцидия Тертула и Марк Атилий Метилий Брадуа (консул 108 г.) и сестра на Публий Вигелий Рай Плаврий Сатурнин Атилий Брадуан Кавцидий Тертул, който e 169 – 170 г. управител на провинция Долна Мизия. Двамата имат две деца: Апий Аний Атилий Брадуа (консул 160 г.) и Апия Ания Регила Атилия Кавцидия Тертула, известна като Аспазия Ания Регила (125 – 160), която става съпруга на прочутия грък Ирод Атик, който построява монумент Exedra в светилището Олимпия, Гърция.
През 139 г. Апий е консул.